# This Morning
This Morning is een Brits televisieprogramma dat wordt uitgezonden op ITV. Het debuteerde op 3 oktober 1988 en wordt elke werkdag live uitgezonden van 10:00 tot 12:30 uur in het Verenigd Koninkrijk en in Ierland door Virgin Media One. Het programma bevat een breed scala aan nieuws, showbizz, mode, gezondheid en beauty, lifestyle, huis en tuin, eten, technologie, live telefoongesprekken en wedstrijden.
Het programma werd oorspronkelijk gepresenteerd door het echtpaar Richard Madeley en Judy Finnigan, meer dan tien jaar na de lancering. Momenteel wordt het gepresenteerd door Ben Shephard en Cat Deeley van maandag tot en met donderdag, met Dermot O'Leary en Alison Hammond als presentatoren op vrijdag.
Het dagprogramma wordt al meer dan 35 jaar uitgezonden op ITV en is daarmee een van de langstlopende dagprogramma's op de Britse televisie. Het won 12 jaar op rij, van 2011 tot en met 2022, de National Television Award voor Beste Dagprogramma/Live Magazine.